# Pedro Jacques de Magalhães
Pedro Jacques de Magalhães (o Pedro Santiago de Magallanes) (1620 — 1688), 1.º Vizconde de Fonte Arcada, fue un militar portugués que destacó en la Guerra de Restauración portuguesa; vencedor en la Batalla de Castelo Rodrigo.

## Biografía

### El militar
Se reveló como firme opositor del dominio de la dinastía filipina. Después de la rebelión contra la corona española del 1 de diciembre de 1640, fue apresado en la América española junto con otros portugueses, entre los que figuraba João Rodrigues de Vasconcelos e Sousa, segundo Conde de Castelo Melhor, cuando intentaban apoderarse de una flota española cargada de plata, con el objetivo de llevarla a Portugal. Poco después logra huir, regresando a Portugal, donde es promovido al cargo de gobernador de Olivenza. Ocupaba este cargo en 1646 cuando fue herido en un ataque militar en Valencia.
El 4 de noviembre de 1649, Juan IV le confió el almirantazgo de la escuadra que escoltó a la primera flota de la Compañía General de Comercio de Brasil, compuesta por 40 naves, que dejó el Tajo con destino a esta colonia y ancló en Pernambuco sin ningún incidente con los holandeses. El 20 de diciembre de 1653 volvió al mismo lugar de la costa brasileña, esta vez como capitán general, en sociedad con Francisco de Brito Freire, con una armada de 60 buques «bien aparejados», en una misión para intimidar a los holandeses. De estos habían llegado a la corte noticias de ataques a algunas naves de la joven Compañía General y de objeciones diplomáticas a sus derechos en esas aguas. Pedro Jacques de Magallanes no dudó ante la oportunidad que se le ofrecía para intervenir en las luchas contra las invasiones holandesas de Brasil. Su acción de mayor relieve al mando de esa armada fue la ayuda que prestó al maestro de campo general de Pernambuco, Francisco Barreto de Meneses, en el cerco de Recife, en 1654.
De vuelta a Portugal, intervino en la mayor parte de los combates que hubo hasta el final de la Guerra de Restauración. En efecto, en 1658 está de general de Artillería del ejército del Alentejo y al año siguiente toma parte en la Batalla de las Líneas de Elvas, ocupando la vacabnte de primer maestro de campo dejada por el general André de Albuquerque Ribafria, que allí fue mortalmente herido.
En 1663, siendo ya maestre de campo general de la Beira, acude otra vez al Alentejo con sus fuerzas en socorro del ejército del 3.º conde de Castelo Melhor, gobernador de Armas de esta provincia, el cual temía por su seguridad, por la reciente ofensiva de don Juan de Austria. En la conquista de Évora, de donde sale nuevamente herido. En el Ameixial, volviendo después a la Beira, y tomando parte, en 1664, en la conquista de Alcántara, donde fue herido una vez más, quedando lisiado de una pierna para el resto de su vida.

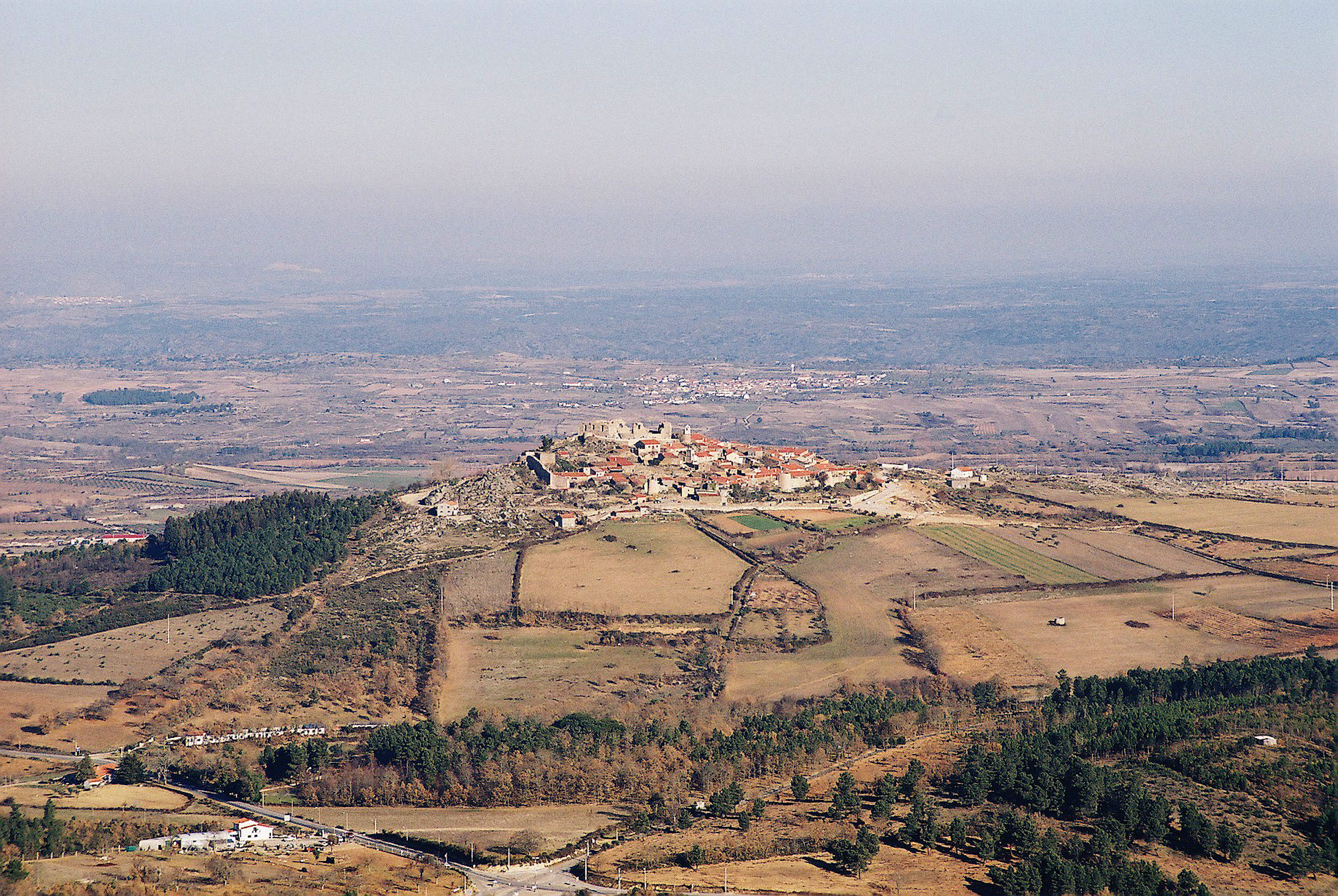
Panorámica de Castelo Rodrigo, vista desde la sierra Marofa.

El infortunio de Alcántara no parece haber refrenado los ánimos del intrépido militar que, habiendo sido promovido, en ese mismo año de 1663, a gobernador de Armas de la provincia de la Beira, junto con el mando único de los partidos de Almeida y de Penamacor, cosecharía la mayor gloria de su carrera en la renombrada Batalla de Castelo Rodrigo, el 7 de julio de 1664, cuando derrotó severamente al ejército español del Duque de Osuna.
En octubre de 1665, temiendo una reacción de los castellanos en el Norte, Pedro Jacques de Magallanes se unió a los condes de São João y de Miranda y fue con ellos a reforzar la frontera del Miño, aprovechando para hacer algunas incursiones en Galicia, llegando a ocupar la fortaleza de La Guardia. En respuesta, las fuerzas castellanas irrumpieron por la raya de Trás-os-Montes, asolando las tierras de Barroso, Montalegre y Chaves.
En 1668 toma parte en la Cortes de Lisboa que sancionan la deposición del rey Alfonso VI y juran al infante D. Pedro como príncipe regente y gobernante del reino.
Por sus servicios, Pedro II, en carta de 6 de febrero de 1671, le otorgó el título de Vizconde de la Fuente Arcada. El 21 de julio de 1675, Pedro Jacques de Magallanes, ya Capitán General de la Armada Real, comandó una escuadra de 11 barcos de guerra para vigilar las aguas del litoral entre el Cabo de San Vicente y las islas Berlengas donde actuaban los corsarios moros de Argel. La ruta trazada pretendía amedrentar a los moros, pero "no se vieron los resultados de tan costosa empresa", pues ellos continuaron atacando las flotas de la carrera de la India y de Brasil.
En ese mismo año «fue enviado en socorro de los españoles que los moros rodeaban en Oran y consiguió introducir el socorro en la plaza, a costa de innumerables dificultades,
siendo ésta la última acción conocida de su agitada y notable carrera militar, que terminaba con su muerte en 1688».
El 5 de noviembre del mismo año de 1675 fue admitido como familiar del Santo Oficio.
Dando por terminada su carrera militar en 1676, se dedicó a mantener y mejorar su patrimonio. En el año 1681 instituyó formalmente el morgadio de Terrugem, en el cual integró el imponente palacio Flor da Murta, que había sido construido por los señores de Alconchel, de la familia Pereira Faria, que después había pasado a los Meneses. Sin embargo, el inmueble regresaría a la posesión de esta noble familia por el matrimonio de una de sus hijas, Antonia Magdalena de Vilhena, con D. António de Meneses de Sotto Mayor. A estas alturas de su vida, además de señor de la casa de los Jacques de Magallanes, ya sería comendador del Orden de Cristo y miembro del Consejo Real y de la Junta de Comercio. En cuanto a la encomienda de la Orden de Cristo, mencionado por Felgueiras Gaio en el Nobiliário das Famílias de Portugal, según las notas del P. Antonio da Costa, se trataba de San Pedro de Joanes y de Foz de Arouce. De acuerdo con la misma fuente, usaría aún el título de alcalde mor de Castelo Rodrigo, también «por merced del Rey D. Pedro el Segundo».
En 1684, en calidad de general del mar, Pedro Jacques de Magallanes asistía al consejo de guerra junto con otros consejeros de Estado, entre ellos algunos que también dejaron buen nombre en la guerra de la Restauración, como Nuno da Cunha, conde de Pontével, Dinis de Melo e Castro, gobernador de armas del Alentejo y Francisco Barreto. Era el debido homenaje al hombre que dedicó su vida a la obra de la reconstrucción de la soberanía nacional.

### La familia
Pedro Jacques de Magallanes fue el único hijo varón de Henrique Jacques de Magallanes y de Violante de Vilhena. Se desconoce la fecha precisa de su nacimiento, apuntándose el año 1620 como probable, pero es cierto que falleció el 8 de diciembre de 1688. Por el lado paterno fue bisnieto de Henrique Jacques, caballero de la Orden de Cristo y tatararanieto de Pedro Jaques, hidalgo de la Casa Real que estuvo en la Batalla de Toro con D. Afonso V e instituyó el morgadio de la Bordeira. Por parte de la madre descendía de la nobleza castellana venida a Portugal después de la Batalla de Toro, en 1475. Fue el bisnieto de Sancho de Tovar, ViceAlmirante de la Armada que descubrió Brasil en 1500, y nieto de Sancho de Tovar, Copeiro-mor de don Sebastião.
Se casó primero con Luisa Freire de Andrade que le dio dos hijos, siendo primogénito Henrique Jacques de Magalhães que fue alcalde de Castelo Rodrigo y desempeñó otros importantes cargos militares y administrativos. Se casó después con María de Vilhena, de cuyo enlace nacieron otros seis hijos, el tercero de los cuales, Manuel Jacques de Magalhães, vino a ser el 2.º vizconde de Fonte Arcada.

## Legado
| Tipo          | Homenajes |
| ------------- | --- |
| Monumentos    | Cruz de Pedro Jacques de Magalhães no campo da Salgadela, freguesia de Mata de Lobos, municipio de Figueira de Castelo Rodrigo, distrito da Guarda                                                                                           |
| Toponimia     | Rua General Pedro Jacques de Magalhães, freguesia de Alverca do Ribatejo, municipio de Vila Franca de Xira, distrito de Lisboa • Rua Pedro Jacques de Magalhães, na freguesia y municipio de Figueira de Castelo Rodrigo, distrito de Guarda |
| Instituciones | Escola EB 2+3 Pedro Jacques de Magalhães e Agrupamento de Escolas com o mesmo nome, na freguesia de Alverca do Ribatejo, municipio de Vila Franca de Xira, distrito de Lisboa                                                                |